# Allinge-Sandvig Pastorat
Allinge-Sandvig Pastorat er et pastorat i Bornholms Provsti (Københavns Stift). Pastoratet ligger i Bornholms Regionskommune (Region Hovedstaden). I Allinge-Sandvig Pastorat ligger Allinge-Sandvig Sogn.